# اللغة الفارسية في الدولة العثمانية
من العوامل المهمّة في انتشار ورواج اللغة الفارسيّة والثقافة الإيرانيّة في آسيا الصغرى هجرة كثير من العلماء الفرس إلى بلاد العثمانيّين كبهاء الدين سلطان العلماء والد جلال الدين الرومي، ونجم الدين الرازي المشهور بـ«دايه»، وأوحد الدين الكرماني [الفارسية]، وفخر الدين العراقي، وسراج الدين الأرموي، وسيف الدين الفرغاني [الفارسية]، وغيرهم، فإنّ البيئة الآمنة والمحفّزة للعلم في بلاد العثمانيّين في القرن السابع جذبت إليها أولئك العلماء، وكان للآثار الفارسيّة كالمثنوي المعنوي في تلك البلاد الأثر القويّ في تقوية اللغة الفارسيّة هناك، وليس ذلك فحسب، بل حسب رواية عزيز بن أردشير الاسترآبادي مؤلّف كتاب بزم ورزم أنّ «جمهور أهالي ممالك الروم كانوا مائلين إلى اللغة الفارسيّة وراغبين بها».
وكان كتاب بوستان للشاعر المشهور سعدي الشيرازي «مقدّمةً لتعلّم الفرس وحفظه للصبيان» على حدّ تعبير حاجي خليفة في كتاب كشف الظنون، ولذلك كتبوا شروحاً له باللغة التركيّة كشرح الشمعي، وشرح أحمد السودي البوسنوي [التركية]، وغيرهما.

## الشعر الفارسي

### السلاطين العثمانيّين
من السلاطين العثمانيّين الذين نظموا الشعر بالفارسيّة:
| - بايزيد الأول - محمد الفاتح - بايزيد الثاني. | - سليم الأول، المتخلّص بـ«سليمي». - سليمان الأول، المتخلّص بـ«محبّي». |